# 保羅·斯威齊
保羅·馬洛·斯威齊（英語：Paul Marlor Sweezy，1910年4月10日—2004年2月27日）是一名馬克思主義經濟學者、政治活動家、作家和《每月評論》雜誌的創辦者。他最為人稱道的是他對經濟理論的貢獻，使其成為二十世紀後半最傑出的馬克思主義經濟學者之一。同時他也是著名主流經濟學期刊《經濟研究評論》的共同創辦者。知名著作有：《資本主義發展論》(1942)、《壟斷資本》(1966，與保羅·A·巴蘭合著)。

## 生平

### 幼年與求學期間
保羅·斯威齊於1910年4月10號出生於紐約市，是紐約第一國家銀行(現花旗銀行)副總裁艾佛列·斯威齊三個兒子中最小的一個。他的母親是凱洛琳威爾遜，一名高徹學院的畢業生。
斯威齊從菲利普斯埃克塞特學院畢業後，進入哈佛大學，並且擔任哈佛大學校刊"哈佛緋紅"的編輯。1932年，他以Magna Cum Laude畢業。由於已經完成了他的課業，斯威齊在1931-1932年間待在倫敦政經學院修習經濟學，並且在閒暇時間去維也納學習，這是他初次接觸到馬克思主義經濟學的概念。他也在這裡與瓊·羅賓遜以及當時一些年輕的英國左翼經濟學者初次見面。
當他回到美國之後，斯威齊再度入學哈佛，他在1937年獲得博士學位。在和經濟學者熊彼得的互動中，斯威齊受到了衝擊，並且和這位保守的經濟學者成為終生的朋友。後來這兩人成為哈佛的同事，他們對於"資本主義規律"的辯論成為一代哈佛經濟學家的傳奇。
在哈佛任教期間，斯威齊創辦了经济研究评论這份學術期刊，並且發表了有關不完全競爭的論文，有關預期在決定供給與需求中的角色，以及經濟停滯。

### 學術生涯與服役
斯威齊從1938年開始在哈佛大學擔任講師，同時也在哈佛建立了一個美國教師聯會的支部，哈佛教師工會。在這段期間斯威齊所製作的講稿，日後成為他最重要的經濟學著作之一，《資本主義發展論》(1942)。在書中他概述了馬克思及其後繼者的勞動價值論，這也是英語世界第一本完整討論轉型問題的著作。
斯威齊為羅斯福的新政相關單位工作了幾年，主要在分析經濟權力的集中以及壟斷與競爭的動力。這些研究包括為國家資源委員會所作的"美國經濟的利益團體"，研究中指出了美國商業中最有力的八大金融－工業複合體。
1942到1945年間，斯威齊為戰略情報局的研究分析處工作，他被送往倫敦分處以替美國政府監督英國的經濟政策。後來他也參與戰略情報局的月報"歐洲政治報告"。在戰爭結束時他獲頒社會科學研究委員會的復員獎。
1947年，雖然離合約只有兩年，但斯威齊決意辭去哈佛大學教職以專心從事寫作與編輯工作。他在戰後期間大量地為《國家》雜誌、《新共和》雜誌等自由派媒體寫稿，並且在1949年出版了《社會主義》一書，並且把這段時間的一些短篇作品收錄至《歷史中的現在》(1953)。

### 每月評論
1949年，斯威齊與李歐·哈柏曼在歷史學家與文學批評家馬提埃森的資金協助下共同創立了每月評論雜誌。第一期雜誌在當年五月出版，包含愛因斯坦所寫的"為什麼需要社會主義"。這份雜誌正好在美國第二波紅色恐慌時期建立，自稱是"獨立的社會主義雜誌"。
每月評論迅速的拓展到書籍與小冊子出版的領域，後來成立了每月評論出版社。
每月評論容納各種多元的聲音，包括愛因斯坦、W·E·B·杜波依斯、尚-保羅·沙特、切·格瓦拉與瓊·羅賓遜

### 政治活動
1954年，新罕布夏州檢察總長傳喚斯威齊，令其說明在新罕布夏大學客座授課的內容以及他個人的政治信仰與組織關係，並且要求斯威齊透漏與他政治上有關的人物姓名。斯威齊拒絕配合，並且引用憲法第一修正案來保衛自己的言論自由，最後他以藐視法庭短暫被判入獄，但美國最高法院(Sweezy vs. New Hampshire)在1957年駁回了判決，該案成為美國學術自由的一個里程碑。
斯威齊在各種進步活動中都很活躍，包括緊急公民自由委員會、全國律師公會、全國藝術科學專業協會、和公平對待古巴委員會。他也是保衛卡爾·馬札尼委員會的主席，努力對抗當時用來起訴共產黨員的史密斯法案。
作為一個公開的反越戰反戰者，斯威齊也是伯特蘭·羅素所提議的羅素法庭的活躍支持者。

### 對經濟學的貢獻
斯威齊的經濟學著作主要聚焦於將馬克思主義的分析應用於他所認為的現代資本主義的三大趨勢：壟斷、停滯與金融化。
斯威齊第一篇正式發表的經濟學論文，是1934年發表在《政治經濟學期刊》上的"庇古教授的失業理論"。而在接下來的十年中，斯威齊寫了超過二十五篇經濟相關的文章與評論。他在經濟預期以及寡頭壟斷等領域有開創性的成果，並且第一次在討論寡占定價上導入了曲折的需求曲線的概念。
哈佛在1938年出版了斯威齊的博士論文《英國煤礦貿易的壟斷與競爭，1550-1850》，而1942年出版的《資本主義發展論》更是奠定了斯威齊"美國馬克思主義大師"的地位，並且為之後的馬克思主義作品奠定了基礎。除了第一次提出轉型問題的討論，這本書還同時強調了馬克思價值理論的"質化"方面與"量化"方面，凸顯出馬克思和其前人的不同。
1966年，斯威齊和保羅·A·巴蘭共同出版了《壟斷資本：美國的經濟和社會秩序》，此書為斯威齊的長期增長停滯理論提供了證據和應用。他們認為現代資本主義所面臨的主要難題在於如何為資本積累所帶來的經濟剩餘找到能夠獲利的投資標的。由於壟斷程度的增加，使得經濟停滯期產能過剩的壟斷企業選擇降低產出而非降低價格。
寡頭壟斷代表著剩餘率上升的趨勢，但是這裡的剩餘並不必然成為統計上的利潤，而同時也採取浪費和產能過剩的形式。
在行銷、國防開支和各種形式的債務上的增長都可以緩解過度積累的問題，然而，他們認為這些方法的效果必然是有限的，而且效果會隨著時間而下降，因此國家壟斷資本主義會趨向經濟停滯。
這本書被認為是斯威齊對馬克思經濟學貢獻的基石。
斯威齊在21世紀初也探討了金融資本的興衰，並指出壟斷是最重要的趨勢，這也是斯威齊分析戰後金融資本復甦的脈絡。因為斯威齊的取向整合了壟斷的個體效應以及對凱因斯理論的總體洞見，他被認為是對1970年代停滯性通膨提出最優秀的見解之一。

### 逝世與遺產
保羅·斯威齊逝世於2004年2月27號，享年93。
斯威齊被公共知識份子和經濟學者約翰·加爾布雷斯稱為"二十世紀最受矚目的美國馬克思主義學者"。並且被諾貝爾獎得主，經濟學者保羅·薩繆爾森稱為"埃克塞特學院和哈佛大學所能產出的最佳畢業生"，並且被認為是"該時代最有前途的經濟學者" 。

## 外部連結
- 訃聞 （页面存档备份，存于） (每月評論)
- 訃聞 （页面存档备份，存于） (紐約時報)
- 訃聞 （页面存档备份，存于） (英國衛報)